# Jest jedna rzecz
Jest jedna rzecz – utwór Pei, wydany w 2001 roku jako singel promujący album Na legalu?.

## Treść
W utworze raper przedstawił swoją miłość do hip-hopu, wiarę w siebie i upór w dążeniu do tego, aby ta pasja była dla niego źródłem sławy.
Peja wyznał, że podczas koncertów w zakładach karnych zamienia występujące w refrenie słowo „hip-hop” na „wolność”.

## Odbiór
Do utworu nagrany został teledysk.
Utwór przyczynił się popularyzacji albumu Na legalu?, który uzyskał status platynowej płyty. Utwór zajął piętnaste miejsce na liście 30 ton oraz siódme na Szczecińskiej Liście Przebojów.

## Wykorzystanie
Utwór był kilkunastokrotnie samplowany, m.in. przez DJ Decksa („Za mikrofonem” z Vienio i Pelem, 2003), Sistars („Fala”, 2003), Onara („Ceglane ściany”, 2003), Miuosha („Pierwsze pokolenie”, 2012) czy Dixon37 („Cena marzeń”, 2013). W 2015 roku Zbigniew Wodecki nagrał cover utworu w aranżacji swingowej na potrzeby albumu Albo Inaczej.